# Tonga aux Jeux olympiques d'été de 2008
Les Tonga participent aux Jeux olympiques d'été de 2008 à Pékin. Il s'agit de leur 7e participation à des Jeux d'été.

## Athlètes engagés

### Athlétisme
Femmes
- lancer du poids
  - 'Ana Po'uhila
- Autre
  - 'Aisea Tohi

#### Hommes
| Épreuve    | Athlète    | Séries   | Séries | Quarts de finale | Quarts de finale | Demi-finales | Demi-finales | Finale   | Finale |
| Épreuve    | Athlète    | Résultat | Rang   | Résultat         | Rang             | Résultat     | Rang         | Résultat | Rang   |
| ---------- | ---------- | -------- | ------ | ---------------- | ---------------- | ------------ | ------------ | -------- | ------ |
| 100 mètres | Aisea Tohi | 11.17    | 7e     | -                | -                | -            | -            | -        | -      |

#### Femmes
| Epreuve         | Athlète     | Séries   | Séries | Quarts de finale | Quarts de finale | Demi-finales | Demi-finales | Finale   | Finale |
| Epreuve         | Athlète     | Résultat | Rang   | Résultat         | Rang             | Résultat     | Rang         | Résultat | Rang   |
| --------------- | ----------- | -------- | ------ | ---------------- | ---------------- | ------------ | ------------ | -------- | ------ |
| Lancer du poids | Ana Pouhila | 16,42m   | 12e    | -                | -                | -            | -            | -        | -      |

### Haltérophilie
- Maamaloa Lolohea

Hommes
| Athlète          | Tournoi | Snatch   | Snatch | Clean & Jerk | Clean & Jerk | Total | Rang |
| Athlète          | Tournoi | Résultat | Rang   | Résultat     | Rang         | Total | Rang |
| ---------------- | ------- | -------- | ------ | ------------ | ------------ | ----- | ---- |
| Maamaloa Lolohea | 105 kg  |          |        |              |              |       |      |